# Чатылькы (приток Тольки)
Чатылькы — река в России, протекает по территории Ямало-Ненецкого автономного округа. Устье реки находится в 148 км по правому берегу реки Толька. Длина реки составляет 47 км.

## Притоки
- В 1 км от устья по левому берегу реки впадает река Ляккыльпюрмалькикэ.
- В 43 км от устья по правому берегу реки впадает река Кыпа-Чатылькы.
- В 47 км от устья по левому берегу реки впадает река Вэркы-Чатылькы.
- В 47 км от устья по правому берегу реки впадает река Нёримтели-Чатылькы.

## Данные водного реестра
По данным государственного водного реестра России относится к Нижнеобскому бассейновому округу, водохозяйственный участок реки — Таз, речной подбассейн реки — подбассейн отсутствует. Речной бассейн реки — Таз.
Код объекта в государственном водном реестре — 15050000112115300066571.